# Галеновий препарат
Гале́нові препара́ти — препарати, що були названі за ім'ям давньоримського лікаря Клавдія Галена, який вивчав та отримував лікарські засоби шляхом спеціальної обробки рослинної та тваринної сировини. До цієї групи належать екстракти, сухі препарати, таблетки, з рослинної сировини готують водні витяжки — настої або відвари, в тому числі настої з декількох видів рослинної сировини — збори, або чаї. Так, наприклад, в жовчогінний чай входять в певних пропорціях квітки цмину, листя бобівнику та м'яти, плоди коріандру. У цих випадках хімічні компоненти декількох рослин діють спільно, доповнюючи та підсилюючи лікувальний ефект. Приймаються майже виключно всередину (перорально, від лат. per os), що відрізняє їх від новогаленових препаратів.
Новогале́нові препарати — історичний термін, застосований вперше ще в середньовіччя лікарем Парацельсом до препаратів Клавдія Галена. Це максимально очищені від баластних речовин витяжки з рослинної сировини, що містять у своєму складі весь комплекс біологічно активних речовин рослин. Відсутність баластних речовин підвищує терміни зберігання новогаленових препаратів, знижує побічну шкідливу дію і дозволяє застосовувати їх для ін'єкцій.
Лікувальна дія лікарських рослин і галенових препаратів полягає в тому, що фізіологічно активні речовини перебувають у них у відповідному співвідношенні, які оптимально впливають на органи та системи організму людини і тварини. Лікарські рослини та їх галенові препарати можна застосовувати у комплексі з синтетичними ліками, при цьому посилюється їх
терапевтична дія і зменшуються ймовірність розвитку побічних ефектів синтетичних речовин.

## Історія
Галенові препарати пройшли довгий шлях розвитку, що сильно впливало на їх склад і різноманітність. До препаратів часів епохи Клавдія Галена відносили екстракти з сировини тваринного і рослинного походження, що отримують за допомогою олій, вина і жирів (медичні вина, медичні олії); пізніше з'явився лікарський оцет, лікарська мідь, а також найскладніший препарат — оцетомідь. В епоху розвитку фармації, пов'язану з ім'ям Авіценни, з'явилися ароматні води, отримані перегонкою ефіроолійних рослин, сиропи і юлепи (лікарські форми, що представляють собою розчини лікарських речовин в ароматних водах з додаванням цукру). До більш пізнього періоду цієї епохи слід віднести есенції (витяжка і/або концентрований розчин, який при вживанні розбавляється водою), рооба (згущені соки рослин або водні витяжки деяких плодів) та лоохи (суміш кількох упарених водних витяжок рослинної сировини з медом).
Відкриття алхіміком Раймондом Луллиєм спирту та інші досягнення алхіміків в області удосконалення деяких технологічних процесів внесли значне пожвавлення в технологію галенових препаратів. З'являється перегонка, фільтрування, ароматні спирти (розчини запашних речовин у спирті), ароматні есенції (настоянки пахучих рослин на спирті). Впровадження Парацельсом спиртових настоянок і екстрактів виключили необхідність використовувати вино як екстрагент. Різкий і неприємний смак оцтів і уксусомеді, відсутність істотних позитивних якостей, було причиною поступового їх виключення з номенклатури галенових препаратів. Ще швидше вийшли з ужитку менш стійкі юлепи, лоохі і рооба. Всі інші групи препаратів, особливо екстракти і настоянки, отримали подальший розвиток та міцно закріпилися в сучасному переліку галенових препаратів.
У 60-ті роки XIX століття з'являється новий тип галенових лікарських препаратів, який отримав назву новогаленові, які максимально або повністю звільнені від баластних речовин. При використанні не одного екстрагенту, а декількох, послідовно один за одним, наприклад, води, спирту, хлороформу, — отримують екстракти нового складу, які назвали поліекстрактами.
У кінці ХІХ ст. почали виготовляти органопрепарати (сухі та рідкі екстракти залоз внутрішньої секреції, що містять гормони). У процесі виробництва більшості органопрепаратів використовують ті ж принципи, що при виробництві галенових препаратів. З тих же причин до галенових препаратів відносять препарати ферментів, фітонцидів деяких біогенних стимуляторів і вітамінів, а також медичні мила, мильні спирти, деякі водні та спиртові розчини індивідуальних хімічних речовин тощо. В основі виробництва останніх лежать інші процеси, наприклад, омилення або розчинення речовини в розчиннику (настоянка йоду). Отже, у технологічному відношенні, галенові препарати є дуже неоднорідною групою. Тому неодноразово виникало питання про зміну їх назви на складні фармацевтичні, галено-фармацевтичні, фізико-фармацевтичні препарати тощо. Однак і ці назви також мають умовний характер.
Відкриття Н. І. Луніним вітамінів призвело до створення нової групи лікарських засобів — препаратів вітамінів. Деякі з них є препаратами галенового типу (концентрат шипшини). Те саме можна сказати й про препарати фітонцидів, відкритих Б. П. Токіним (алілсат, алілгліцер). У формі галенових препаратів випускаються і деякі препарати біогенних стимуляторів, відкритих В. Н. Філатовим (екстракт алоє).
В Україні основним науково-дослідницьким центром в області технології галенових препаратів і готових лікарських форм був завод ГНЦЛС у Харкові, що виник у 1920 році. Він є головним науково-дослідним інститутом з промислової технології лікарських форм і проводить велику роботу в області отриманих новогаленових препаратів з глікозідо- і алкалоідоносних рослин, вивчення екстракційних процесів і здійснення апаратури, створення нового типу суппозиториях і мазевих основ (поліетиленоксиди), а також вдосконалення різних стадій виробництва ампулірованних розчинів, таблеток, аерозолів і інших лікарських форм.

## Класифікація

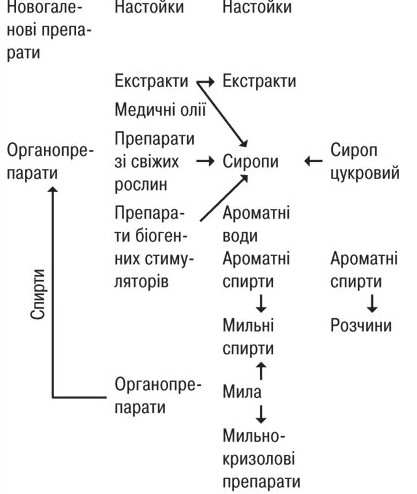
Класифікація Галенових препаратів за І. О. Муравйовим

Однією з основних особливостей галенових засобів є їх різноманітність за складом і фармакологічній дії. Тому єдиної класифікації для них немає. У більшості випадків в спеціалізованій літературі Галенові препарати поділяють лише на дві великі групи — екстракти, розчини та суміші. До групи перших препаратів відносяться, наприклад, настоянки, склади, витягнуті з секреторних залоз, глікозиди, вітаміни, алкалоїди.
Також галенові ліки можуть класифікуватися і по вихідній сировині:
- Органопрепарати (отримують з тваринної сировини);
- Фітопрепарати (екстракти, настоянки, олійні екстракти, новогаленові засоби, препарати зі свіжих рослин, концентрати-екстракти);
- Складні комплексні лікарські засоби (сиропи, ароматні води, мильно-крезолові препарати, тощо);

## Способи проведення екстракції[7]

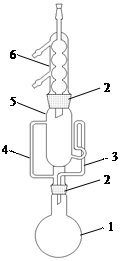
Обладнання апарату Сокслета:
1 — колба;
2 — шліфи;
3 — сифон;
4 — відвідна трубка;
5 — екстрактор;
6 — зворотній холодильник;

Розрізняють екстрагування в системі тверде тіло-рідина і в системі рідина-рідина, або рідинну екстракцію. Найбільш широко в фармацевтичному виробництві застосовують екстрагування в системі тверде тіло-рідина, де твердим тілом є лікарська рослинна сировина або сировина тваринного походження, а рідиною — екстрагент. Рідинну екстракцію використовують при очищенні витяжок у виробництві очищених препаратів і препаратів індивідуальних речовин з лікарської рослинної сировини.
- Мацерація, або настоювання, тривалий час була основним методом отримання екстрактів;
- Перколяція — метод приготування настоянок і рідких екстрактів, при якому екстрагент в ході процесу безперервно оновлюється. У цьому методі екстрагент безперервно фільтрується крізь шар сировини;
- Реперколяція — повторна перколяція — метод приготування екстрактів, при якому відбувається багаторазова циркуляція екстрагента в батареї перколяторів (від 3-х до 10-ти)[8];
- Циркуляційне екстрагування. Метод полягає у багаторазовому екстрагуванні рослинної сировини однією порцією литкого екстрагента. Екстрагування здійснюється у замкненому циклі в апараті типу «Сокслет».
- Безперервне протитечійне екстрагування;

Екстрагування відрізняється певною складністю, тому що має в собі розчинення, десорбції, діаліз, дифузію та інші процеси. На відміну від розчинення твердого тіла в рідині, процес витягнення ускладнюється наявністю клітинної оболонки, яка виявляється основною перешкодою при проникненні всередину клітини розчинника і при виході екстрактивних речовин назовні.
По мірі розвитку виробництва екстракційних препаратів удосконалюються і розробляються більш ефективні засоби обробки лікарської сировини. З метою підвищення ефективності вилучення діючих речовин з сировини, екстрагування проводять у турбулентному потоці екстрагента, при вібрації, з застосуванням ультразвуку, електричної обробки матеріалу, електроплазмолізу і електродіалізу, тощо.

## Переваги використання
Таким чином, галенові препараті відомі людству вже більше 2 тисяч років. Згодом після появи хіміотерапевтичних медикаментів галенові препарати втратили свої позиції. Однак пізніше з розвитком таких галузей науки як біофізика і біохімія цей вид ліків знову став дуже популярним. Фармакологічні компанії почали випуск медикаментів цієї групи нового покоління. Характеристика галенових препаратів дозволяє використовувати їх людям практично з будь-якими особливостями організму. До безумовних переваг таких ліків можна віднести:
- Натуральність. При виготовленні ліків цієї групи використовують лише природну сировину. Тому такі препарати і відносно безпечні в плані побічних ефектів;
- Можливість тривалого застосування. Активні речовини таких ліків беруть участь у процесах людського організму максимально органічно;
- Низький ступінь алергенності і токсичності;
- Легка засвоюваність організмом;

У виготовленні галенові і новогаленові препарати набагато простіші, ніж хіміко-терапевтичні. А тому їх виробництво вважається економічно виправданим. До того ж і, власне, сам матеріал, що використовують для виготовлення подібних медикаментів, є відтворюваним.